# 司隸 (後燕)
司隸是五胡十六国中后燕的京师地区。
后燕建兴元年（386年），设司隶校尉，改中山郡（治所在今河北省定州市）为中山尹，下辖中山尹、常山郡（治所在今河北省石家庄市正定县南）、赵郡（治所在今河北省石家庄市高邑县西南）、巨鹿郡（治所在今河北省邢台市宁晋县西南）、博陵郡（治所在今河北省衡水市饶阳县）、高阳郡（治所在今河北省保定市蠡县南）、河间郡（治所在今河北省沧州市献县东南）。慕容德（约384年—386年在位）、慕容温（约386年—387年在位）、慕容农（约389年—392年在位）、慕容盛（约395年—398年在位）先后担任司隶校尉。后来分常山郡设置唐郡（治所在今河北省石家庄市行唐县东北）。建平元年（398年），迁都龙城（今辽宁省朝阳市），在龙城设置司隶校尉。